# Sportsmans Park
Sportsman Park az Amerikai Egyesült Államok északnyugati részén, Oregon állam Wasco megyéjében elhelyezkedő statisztikai település. A 2020. évi népszámlálási adatok alapján 76 lakosa van.